# 广元东站
广元东站是位于四川省广元市利州区的一个铁路车站，邮政编码628017。车站建于1962年，有广巴铁路经过该站，现仅办货运业务，不办理客运业务。车站距离广元南站5公里，距离普济站78公里，隶属成都铁路局，是四等站。